# Zatyki (Olecko)
Zatyki (deutsch Sattycken, 1938 bis 1945 Satticken) ist ein Dorf in der polnischen Woiwodschaft Ermland-Masuren und gehört zur Stadt-und-Land-Gemeinde Olecko (Marggrabowa, umgangssprachlich auch: Oletzko, 1928 bis 1945 Treuburg) im Powiat Olecki (Kreis Oletzko, 1933 bis 1945 Kreis Treuburg).

## Geographische Lage
Zatyki liegt im Osten der Woiwodschaft Ermland-Masuren, elf Kilometer südlich der Kreisstadt Olecko.

## Geschichte
Im Jahre 1551 wurde das damals Sattug, vor 1785 Sattichen, nach 1785 Sattigken, nach 1818 Szaticken und bis 1938 Sattycken genannte Dorf gegründet. Zwischen 1874 und 1945 war es in den Amtsbezirk Babken (polnisch Babki Gąseckie) eingegliedert, der – 1938 in „Amtsbezirk Babeck“ umbenannt – zum Kreis Oletzko (1933 bis 1945: Kreis Treuburg) im Regierungsbezirk Gumbinnen der preußischen Provinz Ostpreußen gehörte.
Im Jahre 1910 verzeichnete Sattycken 499 Einwohner. Ihre Zahl verringerte sich bis 1933 auf 462 und belief sich 1939 auf noch 399. 
Aufgrund der Bestimmungen des Versailler Vertrags stimmte die Bevölkerung im Abstimmungsgebiet Allenstein, zu dem Sattycken gehörte, am 11. Juli 1920 über die weitere staatliche Zugehörigkeit zu Ostpreußen (und damit zu Deutschland) oder den Anschluss an Polen ab. In Sattycken stimmten 356 Einwohner für den Verbleib bei Ostpreußen, auf Polen entfiel keine Stimme.
Am 3. Juni (amtlich bestätigt am 16. Juli) des Jahres 1938 änderte man die Schreibweise des Ortsnamens in „Satticken“.
In Kriegsfolge kam das Dorf 1945 mit dem gesamten südlichen Ostpreußen zu Polen und erhielt die polnische Namensform „Zatyki“. Heute ist es Sitz eines Schulzenamtes (polnisch sołectwo) und eine Ortschaft im Verbund der Stadt-und-Land-Gemeinde Olecko (Marggrabowa, 1928 bis 1945 Treuburg) im Powiat Olecki (Kreis Oletzko, 1933 bis 1945 Kreis Treuburg), bis 1998 der Woiwodschaft Suwałki, seither der Woiwodschaft Ermland-Masuren zugeordnet.

## Kirche
Bis 1945 war Sattycken resp. Satticken in das Kirchspiel der evangelischen Kirche Gonsken (Herzogskirchen) in der Kirchenprovinz Ostpreußen der Kirche der Altpreußischen Union und in die katholische Pfarrkirche Marggrabowa (Treuburg) im Bistum Ermland eingepfarrt.
Heute gehört Zatyki zur evangelischen Kirchengemeinde in Ełk (deutsch Lyck), einer Filialgemeinde der Pfarrei in Pisz (Johannisburg) in der Diözese Masuren der Evangelisch-Augsburgischen Kirche in Polen, sowie zur katholischen Pfarrkirche Gąski im Bistum Ełk der Römisch-katholischen Kirche in Polen.

## Verkehr
Zatyki liegt westlich der Bahnlinie von Ełk nach Olecko und ist über eine Nebenstraße zu erreichen, die von Kijewo (Kiöwen) über Wólka Kijewska (Kiöwenhorst) nach hier führt.
Die nächste Bahnstation ist Olecko Małe (polnisch auch: Małe Olecko, deutsch Klein Oletzko, 1938 bis 1945 Herzogshöhe) an der – jetzt nur noch im Güterverkehr genutzten – Bahnstrecke Ełk–Olecko.